# Ruth Benedict
Pour les articles homonymes, voir Benedict.
Ruth Benedict, née Fulton le 5 juin 1887 dans une ferme de la Shenango Valley dans le comté de Chenango dans l'État de New York ou à New York, les sources divergent, et morte le 17 septembre 1948 dans la même ville, est une anthropologue, folkloriste et ethnologue américaine, connue pour ses études, essais et articles sur les Amérindiens et la culture japonaise ainsi que pour sa contribution à l'école culturaliste.

## Biographie

### Jeunesse et formation
Ruth Fulton est l'aînée des deux enfants de Bertrice Joanna Shattuck, diplômée du Vassar College, et de Frederick Samuel Fulton, un chirurgien, médecin et homéopathe qui mène des recherches sur le cancer. Ses deux parents sont des fidèles de l'Église baptiste. Sa sœur cadette, Margery, nait le 26 décembre 1888,,,,.

#### Tragédie
Trois mois après la naissance de Margery, Frederick Samuel Fulton meurt le 26 mars 1889 à l'âge de 31 ans des suites d'une fièvre inconnue,.

#### La vie à Norwhich
Bertrice Joanna Fulton, devenue veuve, ne peut à elle seule prendre en charge ses deux filles. Aussi fait-elle appel à ses parents, Joanna et John Samuel Shattuck, qui vivent dans une ferme à proximité de Norwhich dans l'actuelle Chenango Valley State Park (en) de l'État de New York. Les habitants de la ville de Norwhich, qui compte 38 000 habitants, sont des baptistes, tout comme les grands-parents de Ruth Fulton. Le grand-père est diacre de l'Église baptiste,,.
La jeune veuve reprend des emplois d'enseignante pour subvenir aux besoins de ses filles. Elle enseigne successivement à Norwhich, Saint Joseph (Missouri), Owatonna dans l'État du Minnesota, et trouve en 1899 un emploi stable de bibliothécaire au sein de la bibliothèque publique de Buffalo dans l'État de New York, pour un salaire de 60 $ par semaine. La vie matérielle est assurée, mais la santé mentale de Bertrice Fulton est atteinte, et elle fait des crises d'hystérie qui traumatisent ses deux filles,,.

#### Handicap et santé fragile
Alors que Margery est sociable et bavarde, Ruth est studieuse et timide. En 1895, alors qu'elle commence sa scolarité, on découvre que Ruth est partiellement sourde, probablement une conséquence de la rougeole, handicap expliquant sa timidité. Dès que sa mère apprend son handicap, elle apprend à parler lentement et clairement, en soulignant ses paroles par des expressions faciales. Ces dernières deviennent pour Ruth une manière aussi importante que le son des mots.
Pendant son enfance jusqu'à son adolescence, Ruth entre dans des colères inexplicables, son entourage met cela sur le compte de sa surdité qui la coupe des échanges. Sa mère parvient encore à calmer ses colères. Lors des crises nocturnes en particulier, elle s'assied à côté d'elle avec une Bible et un chandelier, et la conjure de se maîtriser. Peu à peu, les crises de colères disparaissent,,.
L'apparition de ses règles à l'âge de ses 13 ans est pour Ruth un véritable supplice, notamment pas des maux de ventre insupportables, ces douleurs durent jusqu'à l'âge de ses 18 ans.

#### Études universitaires

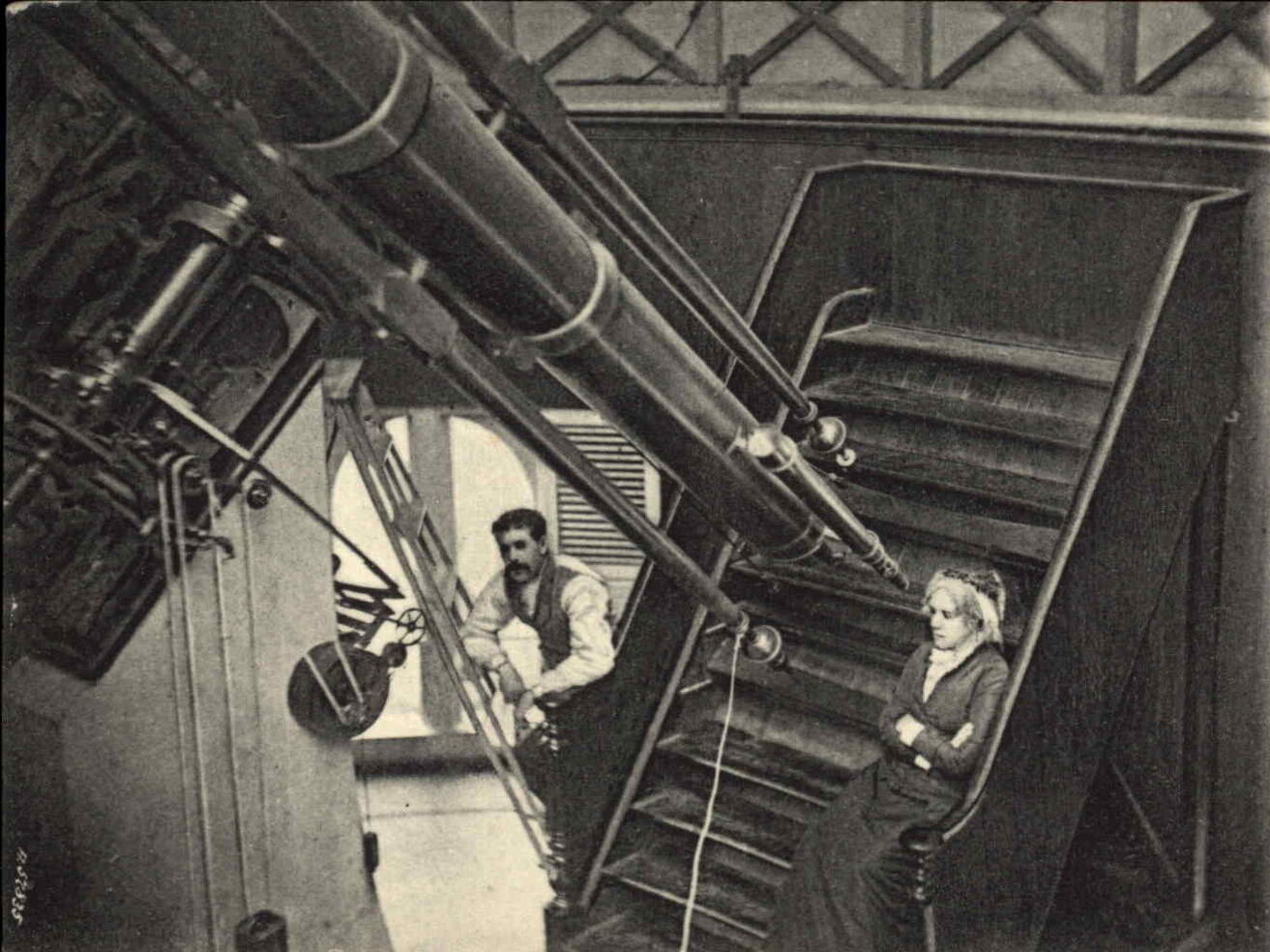
Maria Mitchell à l'observatoire du Vassar College.

Grâce à une bourse d'études, Ruth et Margery Fulton entrent à la St. Margaret's School à Buffalo, une école préparatoire, avant d'être admises en 1905 au Vassar College pour y étudier la littérature anglaise. Ce dernier compte mille étudiants et est soucieux de donner un enseignement de qualité, complet et multidisciplinaire. Elles bénéficient, notamment, des cours de l'historienne Lucy Maynard Salmon (en) et de l'astronome Maria Mitchell et, grâce à elles, elles reçoivent une formation à la méthode scientifique. Ruth Fulton a pour condisciple Inez Milholland. Lors de la dernière année, Ruth Fulton écrit une étude remarquable sur le symbolisme suivi d'un article titré Literature and Democracy publié au sein de la revue du Vassar College The Miscellany News (en). Les sœurs obtiennent leur licence en 1909. Elles sont également admises à la prestigieuse fraternité d'étudiants Phi Beta Kappa,,,,.

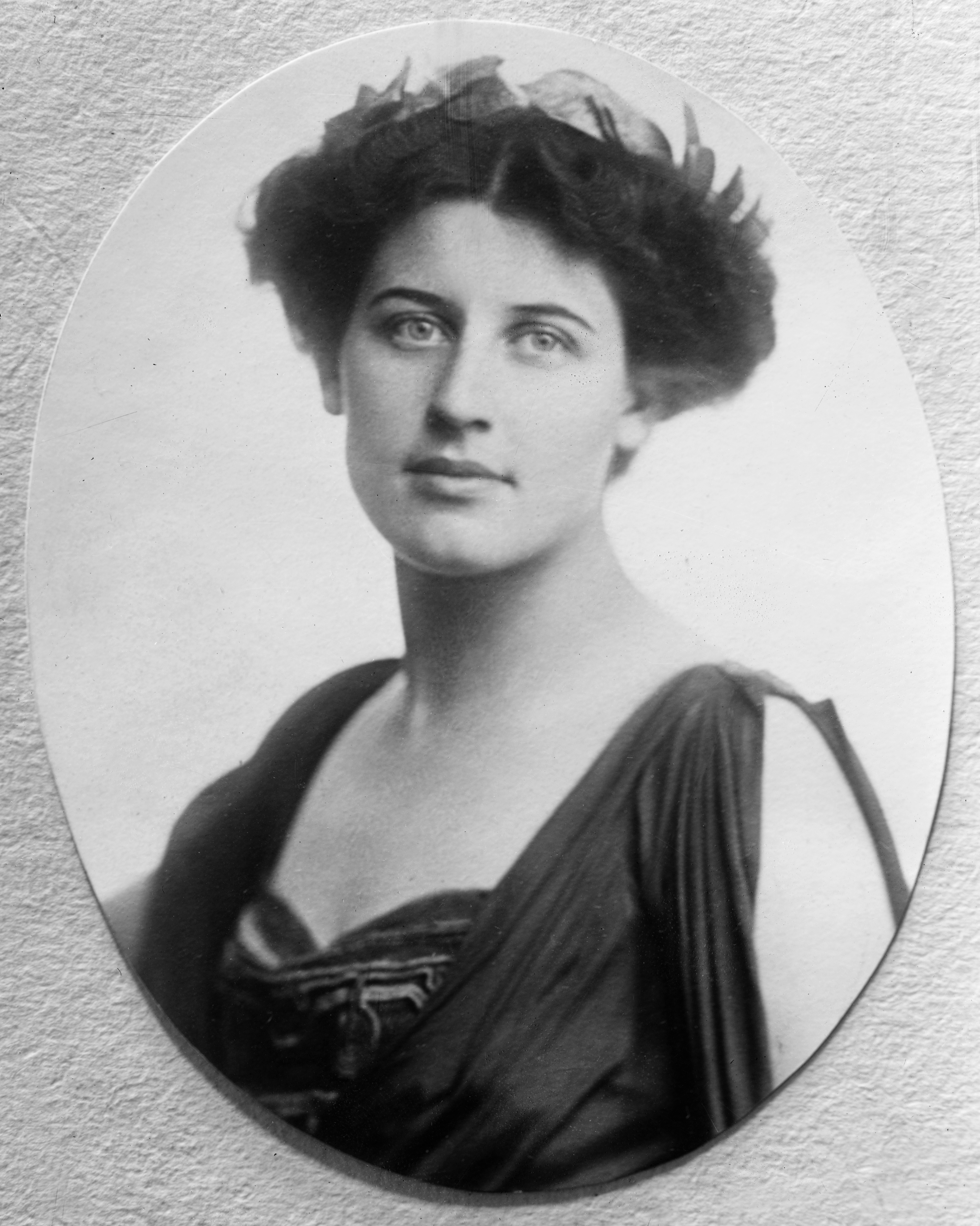
La militante Inez Milholland

Durant leurs études, Ruth et Margery Fulton sont marquées par deux auteurs, Walter Pater et Friedrich Nietzsche.
En juin 1909, le président du Vassar College, James Monroe Taylor (en), autorise Inez Milholland à organiser un meeting où sont présentes les militantes importantes qui se battent pour le droit des femmes : Charlotte Perkins Gilman, Rose Schneiderman et Helen Hoy Greeley (en).

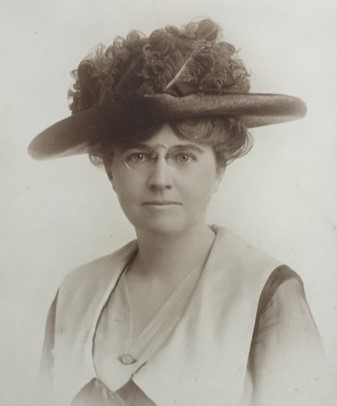
La militante Helen Hoy Greeley en 1910

### Carrière professionnelle

#### Les débuts

##### La Charity Organization Society de Buffalo

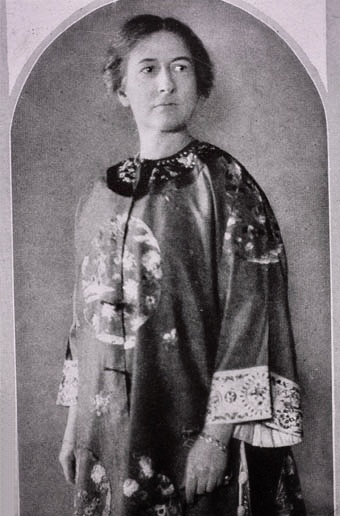
La poétesse Harriet Monroe en 1920

Après une visite touristique en Europe organisée par le Vassar College pour ses étudiantes, Ruth Fulton et ses condisciples font une halte pendant le mois d’août 1910 à Chicago où elles visitent la Hull House sans s'y attarder, mais surtout elle fait la connaissance de Harriet Monroe la fondatrice et la directrice de la publication de la revue Poetry, un magazine de l'avant-garde littéraire.
Au retour, Ruth Fulton, qui ne sait quoi faire, rejoint sa mère à Buffalo. Si elle a refusé de participer à la Hull House, là en revanche, elle accepte de visiter les « pauvres » en tant que bénévole de la Charity Organization Society de Buffalo. Pendant ses visites, elle s'attarde plus particulièrement sur la population d'ascendance polonaise qui se distingue de la population d'ascendance italienne. Le Buffalo Courier-Express (en) décrit cette différence ainsi : les Polonais travaillent dur pour acheter une maison pour leur famille, tandis que les Italiens se contentent de vivre dans des entrepôts désaffectés le long des quais. Nul n'est capable de dire quelles familles italiennes logent dans ces entrepôts et cela sur fond d'insécurité et de terreur propre au quartier du canal. Si les Italo-Américains et les Polono-Américains constituent la grande majorité de la population vivant dans les taudis, il demeure que les Polono-Américains restent attachés à leur respectabilité et à leur tradition comme la manière de s'habiller ou de manger, travaillent majoritairement dans des usines d’aciérie ou des fonderies. Peu à peu, ils s'élèvent dans la société américaine, s'y assimilent et jouent un rôle croissant dans la politique de la ville, tout en gardant leur identité polonaise, notamment en continuant de pratiquer le polonais, mettant en œuvre, avant la lettre, l'interculturalisme. Ruth Fulton a pleinement conscience qu'elle n'a ni la santé, ni l'énergie de Jane Addams, figure de la philanthrope, mais elle s'accroche à son rôle de bénévole et d'enquêtrice humanitaire,,.

##### La Californie
En 1911, après une épidémie de tuberculose qui frappe l'État de New York, Ruth Fulton part pour Pasadena en Californie rejoindre sa sœur Margery qui y vit avec son époux Robert Freeman, leurs deux enfants et leur mère. Robert Freeman est pasteur de l'église presbytérienne de Pasadena.

Entre 1911 et 1914, Ruth Fulton tient des emplois de professeure au sein de plusieurs établissements d'enseignement secondaire pour filles comme la Harvard-Westlake School (en) à Los Angeles ou la Miss Orton's Classical School for Girls (en) à Pasadena,,,.

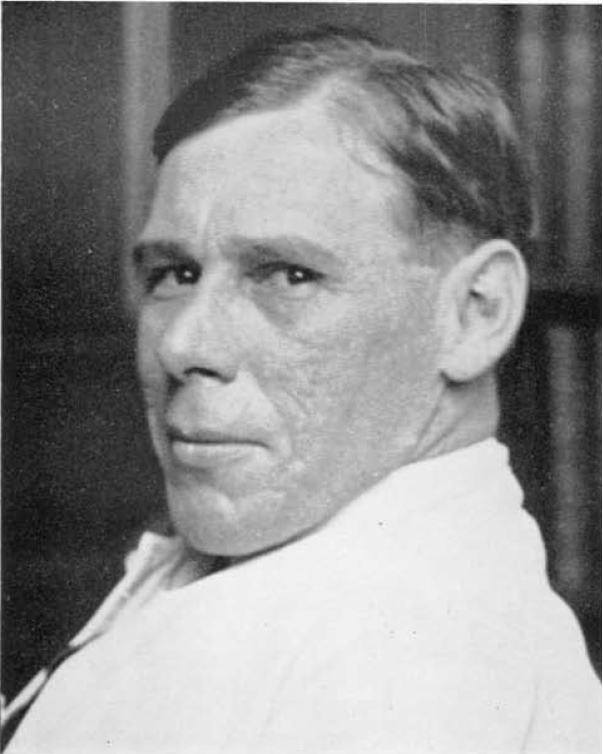
Stanley Benedict, mari de Ruth Fulton

#### Un mariage
Ruth Fulton ne tient pas à finir « vieille fille » comme bon nombre de professeures, journalistes, critiques littéraires. Elle redoute une vie « sans passion ». C'est pour échapper à cette perspective, et après bien des tergiversations, qu'elle se résout à épouser le 18 juin 1914 Stanley Rossiter Benedict, un jeune professeur de biochimie, destiné à devenir professeur au Weill Medical College de l'université Cornell.

Le couple Benedict part vivre à Long Island dans une résidence nommée « Douglas Manor » dans le comté de Westchester. Si Stanley Rossiter Benedict commence une brillante carrière au sein du Weill Medical College, de son côté, Ruth Benedict s'ennuie à rester dans leur appartement en attendant un enfant qui ne viendra jamais. Les malentendus croissent pour tenter de « repartir à zéro », ils quittent le « Douglas Manor » pour s'installer dans un milieu plus rural dans le hameau de Bedford Hills. L'optimisme semble revenir quand ils prennent des vacances de Noel 1914 au bord du lac Winnipesaukee dans l'État du New Hampshire. Mais quand le couple Benedict retourne à Bedford Hills, les tensions reprennent, rendant la vie de couple de plus en plus impossible, les époux deviennent à partir de l'hiver 1915, de plus en plus indifférents l'un à l'autre,.

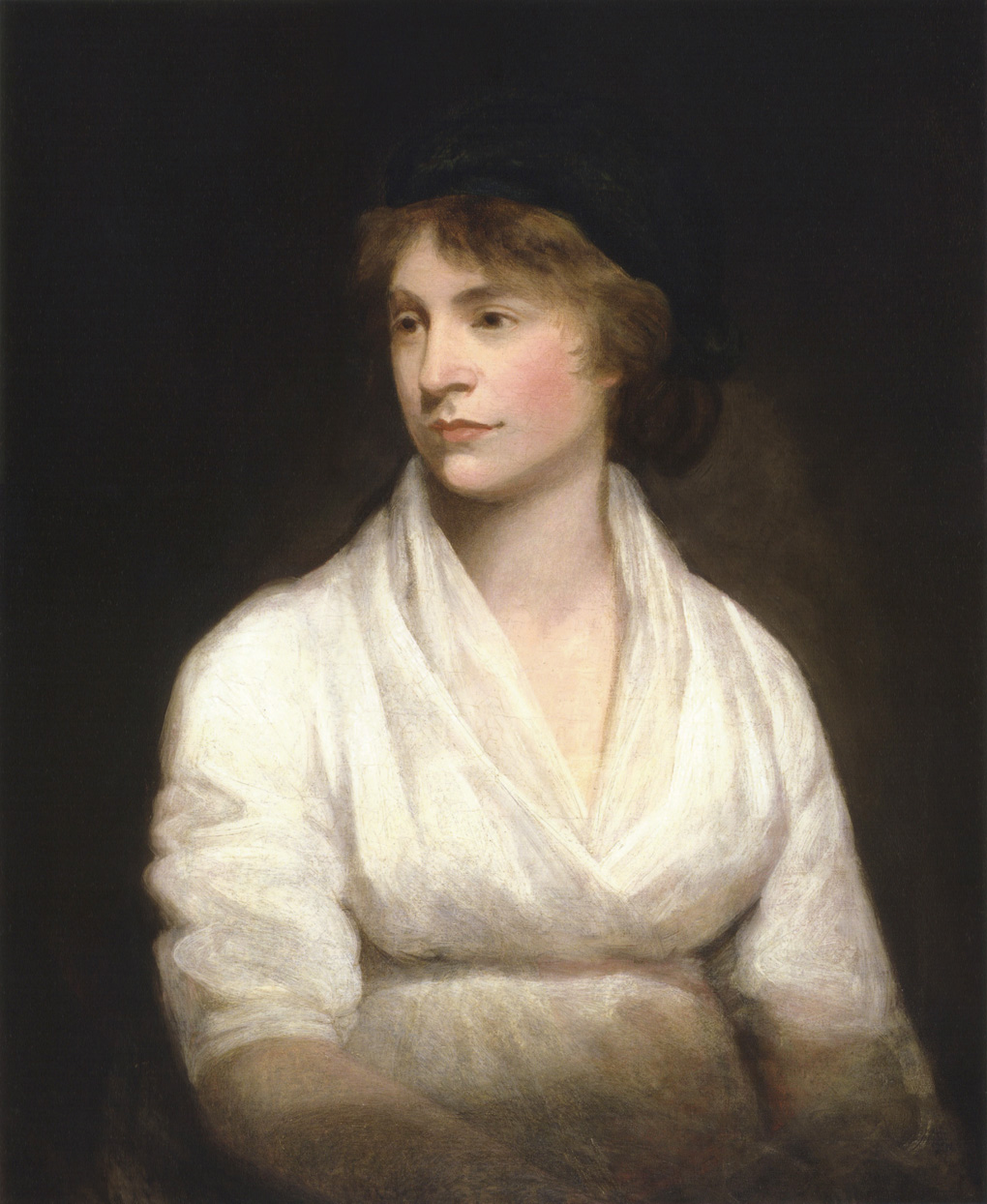
La philosophe Mary Wollstonecraft, en 1797

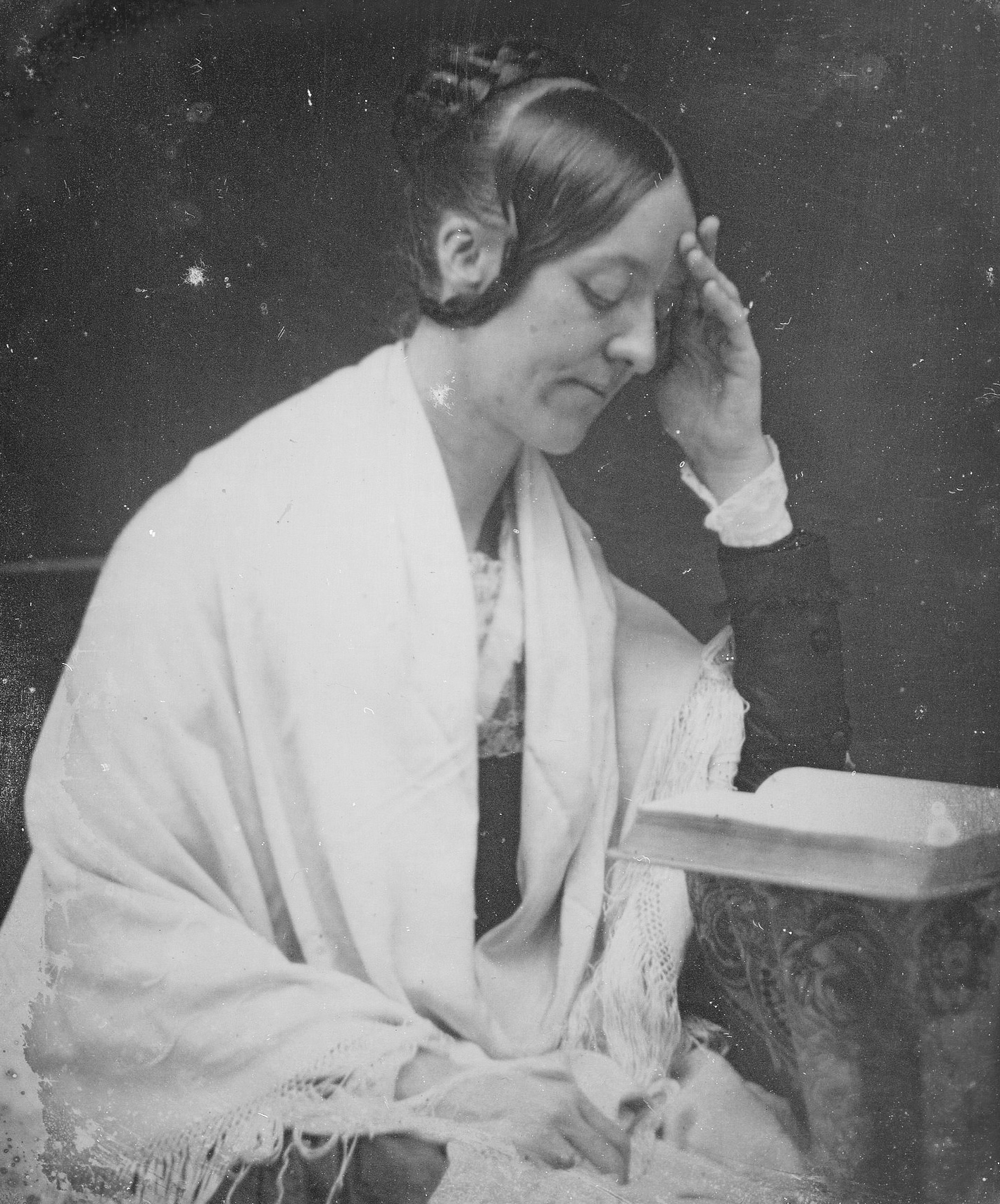
L'écrivaine Margaret Fuller, en 1846

Pour sortir de son désœuvrement, elle commence à s'intéresser aux mouvements féministes et à des auteures telles que Margaret Fuller, Olive Schreiner et Mary Wollstonecraft dont elle écrit leur biographie. Seule celle de Mary Wollstonecraft sera achevée, mais le manuscrit est refusé par les éditeurs,,.

##### Reprise de ses études universitaires
En 1918, Ruth Benedict reprend ses études universitaires à l'université Columbia de New York, à la New School for Social Research. Elle se passionne pour les cours dispensés par Elsie Clews Parsons (« Sex in Ethnology ») et par Alexander A. Goldenweiser, étudiant de Franz Boas. Ce dernier en 1921 la réfère à Franz Boas pour entreprendre un doctorat à l’université Columbia. Elle devient très proche de l’éminent anthropologue au point qu'elle le qualifie affectueusement de « Papa Franz ». Elle soutient en 1923 sa thèse sur The Concept of the Guardian Spirit in North America.

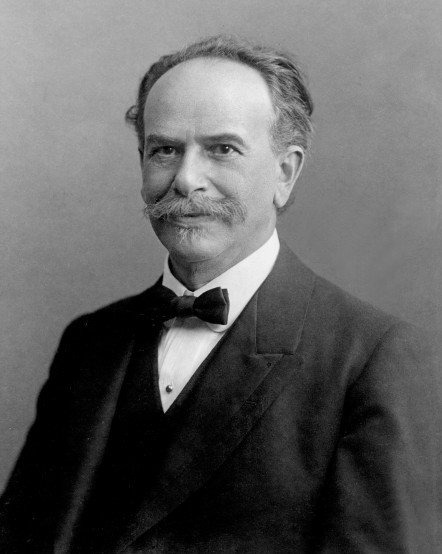
L'anthropologue Franz Boas, dans les années 1910

En 1922, Ruth Benedict donne son premier cours d’anthropologie au Barnard College ; parmi ses étudiants se trouve Margaret Mead. En 1931, elle est nommée maitresse de conférences en anthropologie. La même année, elle divorce de Stanley Benedict.
Lorsque Boas prend sa retraite en 1937, le choix le plus évident pour le remplacer comme chef du département d’anthropologie semble être Ruth Benedict. Mais le président de l’université de Columbia, Nicholas Butler, veut freiner l’influence des “Boasiens” qu’il considère comme des militants politiques et nomme Ralph Linton, ancien élève de Boas, vétéran de la Première Guerre mondiale et farouche opposant à l’approche dite “Culture and Personality” de Ruth Benedict. La déception est immédiate et la rivalité incommensurable : aucun d’eux n’a jamais mentionné le travail de l’autre.
Ruth Benedict donne des cours au Collège Bryn Mawr autour de l’idée de synergie. Pendant la guerre, proche de Roosevelt, elle fait partie du Comité sur le sentiment national créé en 1940 pour infléchir la communication gouvernementale en matière d'information de guerre.

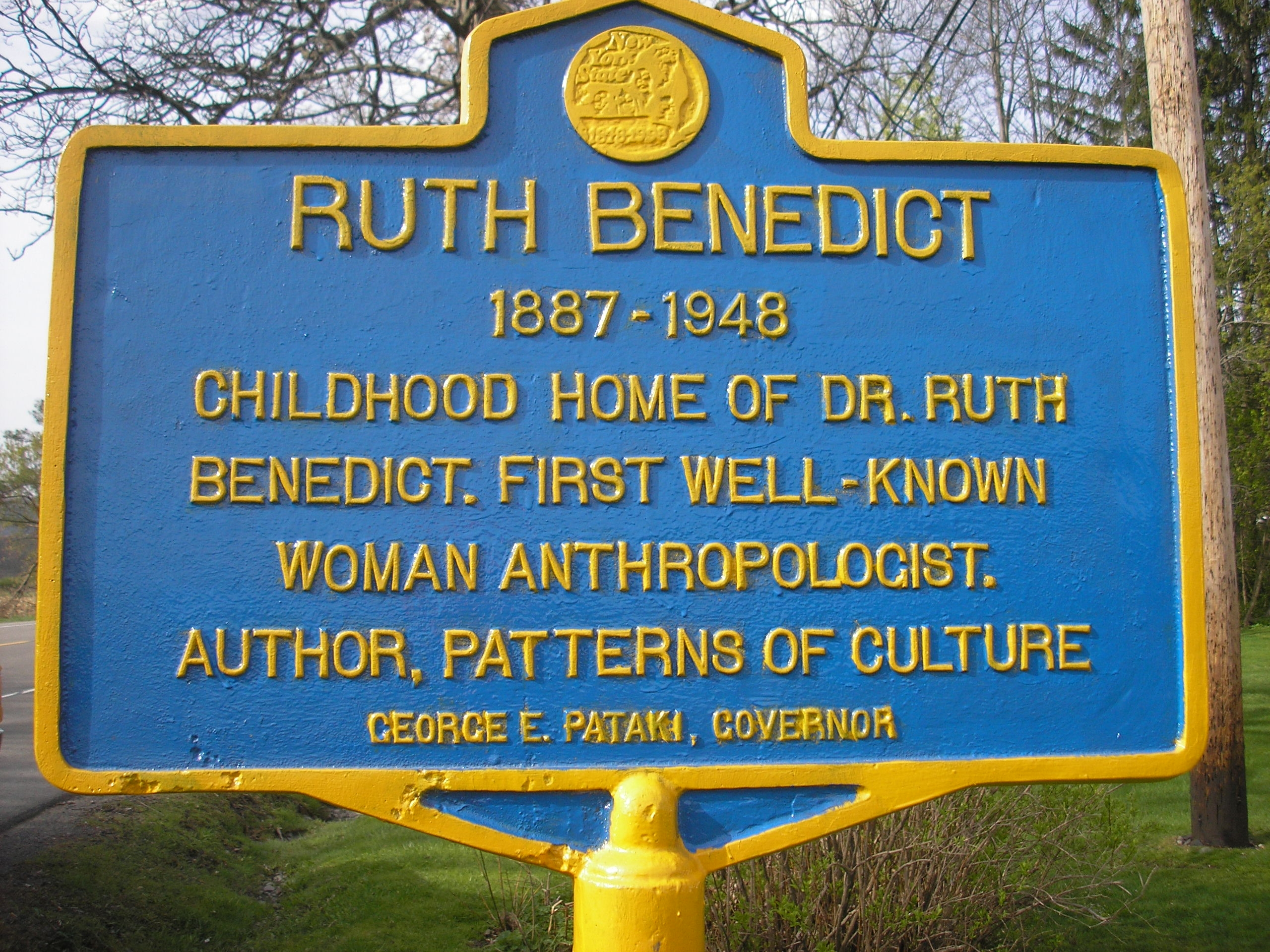
Panneau indicateur en hommage à Ruth Benedict dans le Comté de Chenango (New York)

En 1946, elle reçoit le prix d’excellence de l’Association américaine des femmes universitaires. En 1947, elle est élue membre de l’Académie américaine des arts et des sciences. Deux mois avant sa mort en 1948, elle est nommée professeure titulaire.
Ruth Benedict décède d’une crise cardiaque à New York, le 17 septembre 1948.

### Vie privée
Ruth Benedict a entretenu une liaison amoureuse avec Margaret Mead, révélée par sa fille Mary Catherine Bateson en 1984.

## Regard sur son œuvre

### Le Chrysanthème et le sabre
Ruth Benedict est connue non seulement pour Patterns of Culture mais aussi pour The Chrysanthemum and the Sword (« Le Chrysanthème et le sabre »), son étude de la société et de la culture japonaise qu'elle publia en 1946, à la suite de ses recherches lors de la guerre américano-japonaise.
Ce livre est une œuvre d'anthropologie à distance. Ruth Benedict, dans l'incapacité de se rendre sur place, a étudié la culture japonaise à travers sa littérature, des articles de presse, films, reportages, etc. L'étude avait pour objectif de déterminer quels éléments culturels pouvaient contribuer à l'agressivité supposée des Japonais et de détecter les éventuelles faiblesses de la société japonaise.
Ruth Benedict joua un rôle majeur dans la remise en valeur de l'Empereur du Japon dans la culture populaire japonaise, et elle recommanda au Président Franklin D. Roosevelt qu'il autorise la continuation du règne de l'empereur si celle-ci était demandée lors d'une offre de reddition des Japonais.
Le livre est toujours considéré comme un classique aujourd'hui malgré les changements importants survenus dans la culture japonaise depuis l'après-guerre.

## Prix et distinctions
- 1946, prix d’excellence de l’Association américaine des femmes universitaires
- 1947, membre de l’Académie américaine des arts et des sciences[22]

## Hommage
- 2005, cérémonie d'entrée de Ruth Benedict au musée dédiée aux Américaines qui se sont illustrées par leurs contributions aux sciences, à la littérature, aux beaux arts, à la politique, le Panthéon national des femmes[25]
- Un prix Ruth-Benedict (deux catégories, l’une pour les monographies, l’autre pour les recueils) est décerné chaque année par l’Association américaine d'anthropologie
- 1995, un timbre postal à son effigie est émis le 20 octobre dans la série « Les Américains illustres »
- Le Collège Benedict de l’Université Stony Brook est nommé en son honneur.

## Pseudonyme
- Elle a écrit sous le pseudonyme d'Anne Singleton[26].

## Œuvres
La lecture accessible en ligne est, tant que se faire se peut, la lecture de l'édition originale.

### Essais et études
- Concept of the Guardian Spirit in North America, Menasha, Wisconsin, The American Anthropological Association, coll. « Memoir - American Anthropological Association » (no 29) (réimpr. 1964, 1974) (1re éd. 1923), 110 p. (OCLC 1233147296, lire en ligne)
- Tales of the Cochiti Indians, Washington (district of Columbia), U.S. G.P.O, coll. « Bulletin (Smithsonian Institution. Bureau of American Ethnology) » (no 580) (réimpr. 1976, 1981, 2008, 2015) (1re éd. 1931), 275 p. (OCLC 1035447, lire en ligne)
- Patterns of Culture, New York, Penguin Books (réimpr. 1959, 1973, 1989, 2006) (1re éd. 1934), 290 p. (OCLC 8051114414, lire en ligne)
- Zuni Mythology, Martino Fine Books (réimpr. 1969, 2007) (1re éd. 1935), 368 p. (ISBN 9781578986880, lire en ligne)
- Race And Racism, Londres, Routledge & Kegan Paul (réimpr. 1983) (1re éd. 1942), 212 p. (ISBN 9780710099709, lire en ligne),
- Race : Science and Politics (préf. Judith Schachter), University of Georgia Press (réimpr. 1945, 1947, 1959, 2019) (1re éd. 1943), 240 p. (ISBN 9780820356785, lire en ligne)
- co-écrit avec  Gene Weltfish (ill. Ad Reinhardt), The Races of Mankind, Forgotten Books (réimpr. 2018) (1re éd. 1943), 32 p. (ISBN 9780265759790, lire en ligne)
- The Chrysanthemum and the Sword : Patterns of Japanese Culture, Boston, Massachusetts, Houghton, Mifflin Company (réimpr. 1954, 1964, 1974, 1989, 2004, 2005, 2006) (1re éd. 1946), 324 p. (ISBN 9780618619597, OCLC 1320861990, lire en ligne)

### Anthologie
- Margaret Mead (dir.) (préf. Margaret Mead), An Anthropologist at Work : Writings of Ruth Benedict, Boston, Massachusetts, Houghton Mifflin (réimpr. 1966, 1973,1977, 2011) (1re éd. 1959), 620 p. (ISBN 9781412818506, OCLC 1244229472, lire en ligne).

### Articles
- « The Vision in Plains Culture », American Anthropologist, New Series, vol. 24, no 1,‎ janvier / mars 1922, p. 1-23 (23 pages) (lire en ligne ),
- « A Matter for the Field Worker in Folk-Lore », The Journal of American Folklore, vol. 36, no 139,‎ janvier / mars 1923, p. 104 (1 page) (lire en ligne ),
- « A Brief Sketch of Serrano Culture », American Anthropologist, New Series, vol. 26, no 3,‎ juillet / septembre 1924, p. 366-392 (27 pages) (lire en ligne ),
- « Serrano Tales », The Journal of American Folklore, vol. 39, no 151,‎ janvier / mars 1926, p. 1-17 (17 pages) (lire en ligne ),
- « Eight Stories from Acoma », The Journal of American Folklore, vol. 43, no 167,‎ janvier / mars 1930, p. 59-87 (29 pages) (lire en ligne ),
- « Configurations of Culture in North America », American Anthropologist, New Series, vol. 34, no 1,‎ janvier / mars 1932, p. 1-27 (27 pages) (lire en ligne ),
- « Marital Property Rights in Bilateral Society », American Anthropologist, New Series, vol. 38, no 3,‎ juillet / septembre 1936, p. 368-373 (6 pages) (lire en ligne ),
- « Edward Sapir », American Anthropologist, New Series, vol. 41, no 3,‎ juillet / septembre 1939, p. 465-477 (13 pages) (lire en ligne ),
- « Obituary Notice: Alexander A. Goldenweiser (1880-1940) », American Sociological Review, vol. 5, no 5,‎ octobre 1940, p. 782 (1 page) (lire en ligne ),
- « Race Problems in America », The Annals of the American Academy of Political and Social Science, vol. 216,‎ juillet 1941, p. 73-78 (6 pages) (lire en ligne ),
- « Anthropology and Cultural Change », The American Scholar, vol. 11, no 2,‎ printemps 1942, p. 243-248 (6 pages) (lire en ligne )
- « Editorial », The American Scholar, vol. 12, no 1,‎ hiver 1942 / 1943, p. 3-4 (2 pages) (lire en ligne ),
- « Franz Boas », Science, New Series, vol. 97, no 2507,‎ 15 janvier 1943, p. 60-62 (3 pages) (lire en ligne ),
- « Transmitting Our Democratic Heritage in the Schools », American Journal of Sociology, vol. 48, no 6,‎ mai 1943, p. 722-727 (6 pages) (lire en ligne ),
- Ruth Benedict & George C. Vaillant, « Two Patterns of Indian Acculturation », American Anthropologist, New Series, vol. 45, no 2,‎ avril / juin 1943, p. 207-212 (6 pages) (lire en ligne ),
- « Recognition of Cultural Diversities in the Postwar World », The Annals of the American Academy of Political and Social Science, vol. 228,‎ juillet 1943, p. 101-107 (7 pages) (lire en ligne ),
- Ruth Benedict & Gene Weltfish, « The Future of Race Prejudice », ALA Bulletin, vol. 38, no 5,‎ mai 1944, p. 186 (1 page) (lire en ligne ),
- « Racism Is Vulnerable », The English Journal, vol. 35, no 6,‎ juin 1946, p. 299-303 (5 pages) (lire en ligne ),
- « The Future of Race Prejudice », The American Scholar, vol. 15, no 4,‎ automne 1946, p. 455-461 (7 pages) (lire en ligne ),
- « Tolerance via Novels », The Clearing House, vol. 21, no 4,‎ décembre 1946, p. 230 (1 page) (lire en ligne ),
- « The Viking Fund », American Anthropologist, New Series, vol. 49, no 3,‎ juillet / septembre 1947, p. 527-530 (4 pages) (lire en ligne ),
- « What Are We Educating For ? », Bulletin of the National Association for Nursery Education, vol. 3, no 2,‎ mars 1948, p. 5-10 (6 pages) (lire en ligne ),
- « Anthropology and the Humanities », American Anthropologist, New Series, vol. 50, no 4,‎ octobre / décembre 1948, p. 585-593 (9 pages) (lire en ligne ),

## Archives
Les archives de Ruth Fulton Benedict sont déposées et consultables auprès de la bibliothèque Archives & Special Collections Library du collège Vassar.